# Richard Rüthnick
Johannes Ferdinand Wilhelm Richard Rüthnick (* 27. November 1881 in Zachow (Westhavelland); † 7. März 1951 in Lutterberg) war ein deutscher Pädagoge und rechtsorientierter völkischer Aktivist der Jahre 1919 bis 1933.

## Leben
Rüthnich wurde als viertes Kind eines Pfarrers geboren, die Familie zog 1885 nach dem frühen Tod des Vaters nach Wiesbaden zu einem Großvater, dem pensionierten preußischen Geheimrat Ferdinand Grimm. Die Schule besuchte er in Wiesbaden und später in München, wo eine Tante mit dem vermögenden Erfinder der Eismaschine, Carl von Linde, verheiratet war.
Von 1900 bis 1905 studierte er in Göttingen und promovierte über „Die Politik des Bayreuther Hofes während des siebenjährigen Krieges“.
Er war zunächst Praktikant im bayerischen Archivdienst; 1907 legte er in Greifswald das Staatsexamen für den höheren Schuldienst mit der Lehrbefähigung für Geschichte, Deutsch und Religion ab. Es folgte eine kurze Anstellung am Johanneum in Hamburg, ab 1. Oktober 1907 war er in Bremen tätig: zunächst als wissenschaftlicher Hilfslehrer an einer Realschule, ab 1908 als Oberlehrer (Studienrat) am Neuen Gymnasium am Barkhof bis zu seiner Pensionierung 1937.
1910 war er an der Gründung der Ortsgruppe Bremen der Christlich-Sozialen Partei beteiligt. Als Leutnant der Landwehr war er im Ersten Weltkrieg, von 1919 bis 1933 gehörte er mehreren rechtsorientierten völkischen Vereinigungen an und trat in Wort und Schrift für deren Ziele ein. „In den frühen 1920er-Jahren zählte Rüthnick zu den prominentesten Köpfen der völkischen Bewegung in Bremen.“ Auch in den Unterricht brachte er seine politischen Vorstellungen aktiv ein. 1920 wurde ihm vorgeworfen, ein Hakenkreuz an die Wandtafel gezeichnet zu haben.
Er stand an der Spitze des im Februar 1920 gebildeten Gaues Nordwestdeutschland des radikal-antisemitischen Deutschvölkischen Schutz- und Trutzbundes, der am 21. Juli 1922 durch das Republikschutzgesetz verboten wurde und dessen Mitglieder von ihm in Nachfolgeorganisationen, wie dem Bund der Aufrechten oder in Bremen dem „Bund für deutsche Freiheit und deutsches Recht“ überführt wurden. Vermutlich organisierte er auch den am 27. November 1921 in Bremen groß aufgezogenen Deutschen Tag.
Rüthnick wurde verschiedentlich in Bremen verhaftet, u. a. unter dem „dringenden Verdacht der Mitgliedschaft in der Geheimorganisation Consul (OC), einer völkischen Terrorgruppe, auf deren Konto der Mord am Zentrumspolitiker Matthias Erzberger im August 1921 ging. Rüthnicks Festnahme sorgte tagelang für Schlagzeilen in der Presse. Von der Verhaftung des „Antisemitenhäuptlings“ war in der Bremer Arbeiter-Zeitung die Rede, dem Organ der unabhängigen Sozialdemokraten.“
Bereits 1932 wurde er in der rechten Bremer Presse angegriffen, er habe „giftige Pfeile gegen die NSDAP“ geschossen und Goebbels wissentlich falsch zitiert. Am 13. August 1933 starb sein 21-jähriger Sohn, der Drogist Karl-Otto Johannes Rüthnick, in Bremen. Rüthnick hielt sich ab 1933 vom politischen Leben fern.
1936 würdigte Rüthnick in einem Vortrag die Verdienste der Psychologen Sigmund Freud und Alfred Adler, die von den Nationalsozialisten wegen ihrer jüdischen Herkunft diffamiert und ins Exil getrieben wurden. Die NSDAP nutzte das, um seine vorzeitige Pensionierung im Dezember 1937 herbeizuführen. Gauleiter Carl Röver sah in ihm sogar einen „Gegner der Bewegung“ und wollte sogar die fristlose Entlassung ohne Pensionsansprüche. So völlig Unrecht hatte Röver mit seiner Einschätzung nicht, davon zeugen Rüthnicks Verbindungen zum Widerstand. „Und zwar nicht etwa zu bürgerlichen Regimegegnern, sondern zur Bremer Zelle der Sozialistischen Arbeiterpartei Deutschlands (SAPD), der politischen Heimat des jungen Willy Brandt.“"
Trotz Lehrermangels im Zweiten Weltkrieg wurde er nicht wieder in den Schuldienst eingestellt. Von 1942 bis 1944 arbeitete er als Büroangestellter im Quartieramt, wodurch sein Interesse an Fragen des Wohnungsbaus entstand. Sein Versuch, nach 1945 als Lehrer reaktiviert zu werden, scheiterte wegen seines politischen Verhaltens in der Weimarer Zeit.„Hart ging Rüthnick nach Kriegsende mit seinen Landsleuten ins Gericht. Dass sie nichts von den Gräueln gewusst hätten, sei eine ganz faule, der objektiven Wahrheit ins Gesicht schlagende Ausrede.“
Rüthnick starb mit 69 Jahren am 7. März 1951 während einer Eisenbahnfahrt in Lutterberg bei Göttingen und wurde am 16. März 1951 in Bremen auf dem Riensberger Friedhof beigesetzt.

## Familie
Rüthnick war seit 1907 verheiratet mit Paula Johanna Magdalena Müller (1883–1972). Das Paar hatte zwei Söhne: Rudolf Karl Georg Ferdinand (geb. 1908) und Karl Otto Johannes (1910–1933).

## Schriften und Briefe in Auswahl
- Zs. mit Kurd Schulz: Die Diakone der St. Petri Domkirche zu Bremen, Bremen 1963, S. 50–63.
- Bürgermeister Smidt und die Juden: (Bremens Judenpolitik 1803–1848); in Erweiterung eines Vortrags in der Historischen Gesellschaft in Bremen auf Grund der Akten in den Archiven in Bremen und München, 2. Aufl., Bremen, Winter 1934 (Nachdr. der Ausg. Bremen 1921/22)
- diverse Beiträge zur Bremer Regionalgeschichte
- Schreiben an Adolf Hitler vom 16. Mai 1923 betr. Vollmacht zur Aufstellung einer Ortsgruppe in Bremen[7]
- Brief vom 12. März 1936 an den Psychiater und Psychologen Carl Gustav Jung[8]